# Рајко Вукадиновић
Рајко Вукадиновић (Титова Кореница, 1959 – Плитвичка Језера, 31. март 1991) био је припадник Милиције Крајине и први погинули борац Републике Српске Крајине.

## Биографија
Рођен је 1959. године у Титова Кореница. По занимању је био месар.
Као припадник Милиције САО Крајине учествовао је у сукобу на Плитвицама 31. марта 1991. године, када је са својим саборцима бранио подручје Коренице и Плитвичких језера од намјере припадника хрватске специјалне полиције да насилним путем успоставе власт. На Плитвичким језерима се 31. марта 1991. године догодио први оружани сукоб између хрватских специјалаца и припадника милиције САО Крајине, у јавности познат као Крвави Ускрс. Приликом ових борби Рајко је изгубио живот, док је 13 Срба рањено, а 17 их је заробљено. Размијењени су 13. августа исте године.
Плитвички догађај се, према многим изворима, узима као почетак рата у Хрватској. Тог дана православни вјерници су славили Цвијети, а католици Ускрс, због чега су медији овај догађај и назвали Крвави Ускрс, а поједини извори га наводе и као Крваве Цвијети.
Рајко Вукадиновић је био први погинули борац Републике Српске Крајине и прва жртва оружаних сукоба између тадашње хрватске власти и власти САО Крајине.